# Lavaltrie
Lavaltrie es una ciudad de la provincia de Quebec, Canadá. Está ubicada en el municipio regional de condado de D'Autray y a su vez, en la región administrativa de Lanaudière. Hace parte de las circunscripciones electorales de Berthier a nivel provincial y de Berthier−Maskinongé a nivel federal.

## Geografía
Lavaltrie se encuentra ubicada en las coordenadas 45°53′00″N 73°17′00″O / 45.88333, -73.28333. Según Statistics Canada, tiene una superficie total de 68,18 km² y es una de las 1135 municipalidades en las que está dividido administrativamente el territorio de la provincia de Quebec.

## Demografía
Según el censo de 2011, había 13 267 personas residiendo en esta ciudad con una densidad poblacional de 1994,6 hab./km². Los datos del censo mostraron que de las 12 120 personas censadas en 2006, en 2011 hubo un aumento poblacional de 1147 habitantes (9,5%). El número total de inmuebles particulares resultó de 5205 con una densidad de 76,34 inmuebles por km². El número total de viviendas particulares que se encontraban ocupadas por residentes habituales fue de 5018.